# 盧恩
在托爾金的小說裡，盧恩（Rhûn）是指中土大陸東部的廣大地區。在精靈語辛達林中，盧恩的意思是指「東方」。托爾金曾說：「在精靈語中，盧恩就是東的意思，亞洲、中國、日本，和西方人覺得遙遠東方的一切。」:181
盧恩位於中土大陸羅馬尼安（Rhovanion）以東，盧恩內海（Sea of Rhûn）附近及以外的地區，第三紀元剛鐸（Gondor）及其盟友面臨的威脅大都來自這裡。

## 地理歷史

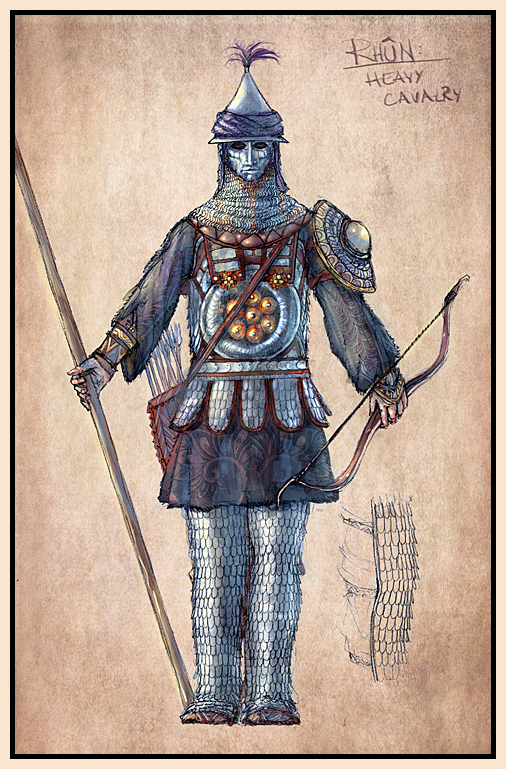
一名來自盧恩地區的東方人士兵。

盧恩內海是西方大陸的邊界，盧恩內海以東的區域是不為人知的地區。即使是巫師甘道夫（Gandalf）也未曾到盧恩探究，而亞拉岡（Aragorn）雖然曾經來到盧恩，但沒有人知道他到這裡做的事。
盧恩古老的地理可從《精靈寶鑽》（The Silmarillion）一書中可知一二。這裡幾乎整個第一紀元都被赫爾卡內海（Sea of Helcar）覆蓋，甚至包括歐洛都因（Orodruin）、庫維因恩（Cuiviénen）和希爾多瑞恩（Hildórien）。庫維因恩及希爾多瑞恩正是人類和精靈的起源地，伊露維塔的孩子（Children of Ilúvatar）可追隨祖先們返回中土大陸的東面。
盧恩是追隨索倫的東方人（Easterlings）和邪惡人類的領土，也是遺失的精靈部落亚维瑞（Avari）和尤瑪雅（Úmanyar），以及四個矮人部落的活動區域。
第三紀元，薩魯曼（Saruman）、摩列達（Morinehtar）和羅密斯達奴（Rómestámo）三名邁雅到達盧恩，薩魯曼隨即返回西方，另外兩名則留在這裡或前往南方的侃德（Khand）地區，索倫為了躲避聖白議會，都來到東方。
盧恩內海西面的多溫尼安（Dorwinion）因精靈酒而聞名。東方人佔據盧恩內海的遠東地區，以遊牧狀態生存。